# Urielis Arroyo
Urielis Arroyo (14 de noviembre de 1998, La Victoria, Aragua, Venezuela) es una directora de orquesta venezolana. Arroyo ha dirigido numerosas orquestas juveniles e infantiles, siendo desde 2018 hasta la fecha quien funge como Director de la Orquesta Sinfónica Juvenil de La Victoria. En 2021, dirigió la orquesta venezolana que recibió el récord Guiness a la Orquesta más grande del mundo.

## Trayectoria

### Primeros años
En julio de 2009, participa en la audición de la Orquesta Sinfónica Juvenil de La Victoria, logrando posteriormente integrar la Orquesta Sinfónica Juvenil e Infantil del Estado Aragua, organización perteneciente al Sistema de Orquestas y Coros Juveniles e Infantiles de Venezuela creada en 1975 por el Maestro José Antonio Abreu.
Luego de la audición, a la edad de 11 años Urielis inició sus estudios musicales en el coro, recibiendo clases de lenguaje musical y cuatro, y en noviembre de 2010, aprendió a tocar Flauta Travesera.
En 2012, a la edad de 14 años, debutó como Directora de la Orquesta Sinfónica Infantil de La Victoria bajo la dirección del maestro Alfredo Ascanio y la directora Yenny Noguera.
Para el 2014, inicia estudios profesionales en el Conservatorio de Música Simón Bolívar de Caracas en la Cátedra de Flauta Travesera con el maestro Raimundo Pineda. A los 17 años ingresa a la Cátedra de Dirección Orquestal del mismo conservatorio con el Maestro y Fundador de El Sistema de Orquestas Gregory Carreño, también Compositor, Arreglista y Director de Orquestas.

### Debut profesional como directora
Su debut como directora de orquesta en el ámbito profesional lo realizó en 2019 en el segundo curso de Dirección Orquestal del maestro neerlandés Dick Van Gasteren, quien es director invitado permanente y dirige regularmente las afamadas Orquestas Teresa Carreño, Simón Bolívar y Francisco de Miranda, e imparte clases magistrales de Dirección de Orquesta a jóvenes talentos del Sistema Venezolano.
Urielis participó como invitada del Maestro Jesús Uzcátegui para ser Director Asistente de la Sinfonía 9 de Beethoven con la Orquesta Sinfónica Simón Bolívar de Venezuela y la Orquesta Sinfónica Juan José Landaeta en 2020.
En noviembre de 2022, participó en el 2º Concurso Internacional de Dirección Orquestal del Lago de Como en Bellano, Italia.
Simultáneamente a su formación musical en el Conservatorio, en los cursos de Flauta Transversa y Dirección de Orquesta, estudió Psicología en la Universidad Bicentenaria de Aragua. Actualmente, es licenciada en Psicología, con un diplomado en Psicología Aeronáutica y cursos de inglés.

## Premios y reconocimientos
- Para el mes de noviembre de 2021, fue elegida por el Sistema de Orquestas como una de los seis Directores a dirigir en el intento de Récord Guinness,[12] premio que fue otorgado el 20 de noviembre del 2021 para Venezuela como “La Orquesta Más Grande del Mundo”.[13][14]

- El 7 de abril del 2023, obtuvo el primer lugar en la competencia International Vivaldi Music Competition realizado de forma online en Reino Unido, en la categoría Profesional de “Dirección Orquestal”.[15][16]
- El 19 de abril del 2023, también recibió el 2.º lugar en Beethoven International Music Competition celebrado en Reino Unido, donde obtuvo la medalla de plata en la categoría Profesional de Dirección Orquestal.[17]
- El 30 de abril del 2023, sería la ganadora del Premio de Oro (Primer Lugar) en el concurso Best Classical Musiccians Awards en la categoría de dirección Orquestal profesional,[18] y premio a la mejor interpretación artística, celebrado en Reino Unido de manera Online.[19]
- El 1 de mayo del 2023 se alzó con el Primer Premio en la categoría Dirección Orquestal en el Concurso International de Artistas celebrado de Manera Online en Reino Unido.